# Kolchos (Töpfer)

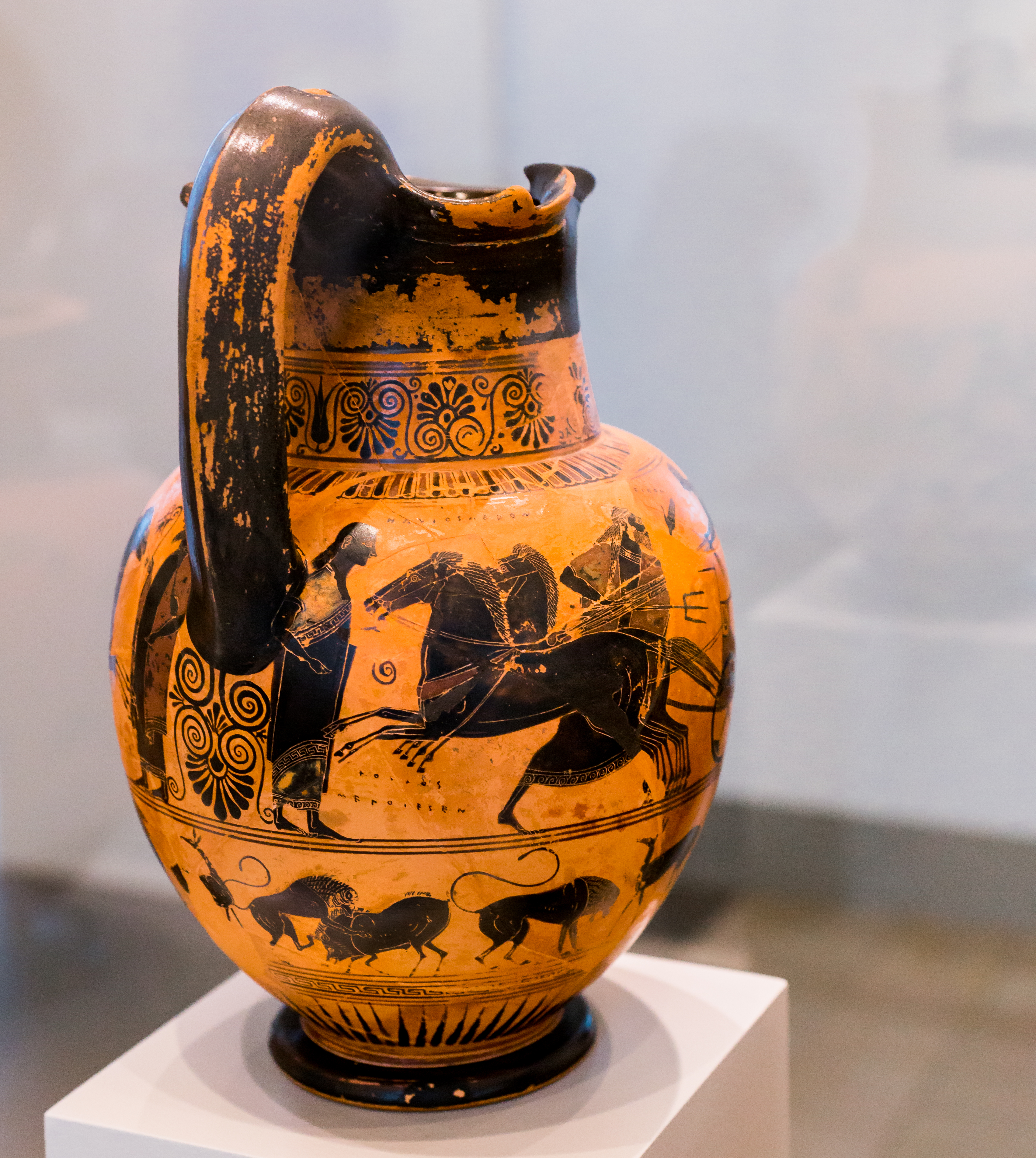
Attisch schwarzfigurigen Oinochoe, signiert; Töpfer: Kolchos, ca. 550 v. Chr., Altes Museum (Antikensammlung) F 1732, Berlin

Kolchos (Κόλχος) war ein athenischer Töpfer um 540 v. Chr. Er zählt zu den Kleinmeistern.
Er ist nur bekannt durch seine Töpfer-Signatur auf einer Oinochoe, gefunden in Vulci, heute in Berlin, Antikensammlung F 1732. Sie wurde im attisch-schwarzfigurigen Stil vom Vasenmaler Lydos bemalt. Auf ihr ist der Kampf zwischen Herakles und Ares über dem Körper des getöteten Kyknos in Anwesenheit der Götter zu sehen.